# Gerbillus percivali
Gerbillus percivali (Dollman, 1914) è un roditore della famiglia dei Muridi endemico del Kenya.

## Descrizione

### Dimensioni
Roditore di piccole dimensioni, con la lunghezza della testa e del corpo tra 73 e 78 mm, la lunghezza della coda tra 106 e 113 mm, la lunghezza del piede tra 19 e 20 mm, la lunghezza delle orecchie tra 10 e 11 mm e un peso fino a 14 g.

### Aspetto
La pelliccia è densa. Le parti dorsali sono bruno-rossastre scure, la base dei peli è grigia, mentre le parti ventrali sono bianche. La linea di demarcazione lungo i fianchi è netta. La coda è molto più lunga della testa e del corpo, è marrone sopra, più chiara sotto e con un ciuffo di lunghi peli nerastri all'estremità. 

## Biologia

### Comportamento
È una specie terricola.

### Riproduzione
Una femmina catturata in agosto aveva tre embrioni.

## Distribuzione e habitat
Questa specie è conosciuta soltanto presso Voi, nel Kenya sud-orientale.
Vive nelle pianure sabbiose aride con vegetazione sparsa.

## Conservazione
La IUCN Red List, considerata la continua incertezza sulla sua tassonomia, l'estensione dell'areale, la storia naturale, le minacce e lo stato di conservazione, classifica G.percivali come specie con dati insufficienti (DD).